# ISU Challenger Series di pattinaggio di figura 2014-2015
Lo ISU Challenger Series di pattinaggio di figura 2014-2015 è la 1ª edizione della competizione. È iniziata il 10 settembre 2014 e si concluderà il 7 dicembre 2014.

## Calendario
| Gara | Nome dell'evento                          | Sede               | Date              | Note       |
| ---- | ----------------------------------------- | ------------------ | ----------------- | ---------- |
| 1    | U.S. International Figure Skating Classic | Salt Lake City     | 10 - 14 settembre |            |
| 2    | Lombardia Trophy                          | Sesto San Giovanni | 18 - 21 settembre | no danza   |
| 3    | Nebelhorn Trophy                          | Oberstdorf         | 25 - 27 settembre |            |
| 4    | Ondrej Nepela Trophy                      | Bratislava         | 1 - 5 ottobre     | no coppie  |
| 5    | Finlandia Trophy                          | Espoo              | 9 - 13 ottobre    | no coppie  |
| 6    | Autumn Classic International              | Barrie Ontario     | 14 - 17 ottobre   |            |
| 7    | Volvo Open Cup                            | Riga               | 5 - 9 novembre    |            |
| 8    | Triglav Trophy                            | Jesenice           | 6 - 9 novembre    | cancellato |
| 9    | Ice Challenge                             | Graz               | 11 - 16 novembre  |            |
| 10   | Warsaw Cup                                | Varsavia           | 20 - 23 novembre  |            |
| 11   | Golden Spin of Zagreb                     | Zagabria           | 4 - 7 dicembre    |            |

## Risultati

### Singolo maschile[1]
| Evento                                    | Oro                         | Argento                     | Bronzo                      |                             |
| U.S. International Figure Skating Classic | Max Aaron                   | Ross Miner                  | Daisuke Murakami            |                             |
| Lombardia Trophy                          | Richard Dornbush            | Takahito Mura               | Ad'jan Pitkeev              |                             |
| Nebelhorn Trophy                          | Jason Brown                 | Michal Březina              | Konstantin Menšov           |                             |
| Ondrej Nepela Trophy                      | Stephen Carriere            | Jin Seo Kim                 | Gordej Gorškov              |                             |
| Finlandia Trophy                          | Sergej Voronov              | Adam Rippon                 | Aleksandr Petrov            |                             |
| Autumn Classic International              | Ross Miner                  | Nam Nguyen                  | Jeremy Ten                  |                             |
| Volvo Open Cup                            | Aleksandr Petrov            | Gordej Gorškov              | Artur Dmitriev              |                             |
| Triglav Trophy                            | L'evento è stato cancellato | L'evento è stato cancellato | L'evento è stato cancellato | L'evento è stato cancellato |
| Ice Challenge                             | Douglas Razzano             | Aleksandr Samarin           | Martin Rappe                |                             |
| Warsaw Cup                                | Aleksandr Petrov            | Michael Christian Martinez  | Matteo Rizzo                |                             |
| Golden Spin of Zagreb                     | Denïs Ten                   | Michal Březina              | Konstantin Menšov           |                             |

### Singolo femminile[2]
| Evento                                    | Oro                         | Argento                     | Bronzo                      |                             |
| U.S. International Figure Skating Classic | Polina Edmunds              | Courtney Hicks              | Riona Kato                  |                             |
| Lombardia Trophy                          | Satoko Miyahara             | Hannah Miller               | Angela Wang                 |                             |
| Nebelhorn Trophy                          | Elizaveta Tuktamyševa       | Alëna Leonova               | Gracie Gold                 |                             |
| Ondrej Nepela Trophy                      | Roberta Rodeghiero          | Joshi Helgesson             | Ashley Cain                 |                             |
| Finlandia Trophy                          | Elizaveta Tuktamyševa       | Samantha Cesario            | Rika Hongō                  |                             |
| Autumn Classic International              | Gabrielle Daleman           | Angela Wang                 | Julianne Seguin             |                             |
| Volvo Open Cup                            | Angelina Kuchvalska         | Lutricia Bock               | Jenni Saarinen              |                             |
| Triglav Trophy                            | L'evento è stato cancellato | L'evento è stato cancellato | L'evento è stato cancellato | L'evento è stato cancellato |
| Ice Challenge                             | Hannah Miller               | Isabelle Olsson             | Ivett Toth                  |                             |
| Warsaw Cup                                | Elizaveta Tuktamyševa       | Anastasia Galustyan         | Aleksandra Golovkina        |                             |
| Golden Spin of Zagreb                     | Kiira Korpi                 | Marija Artem'eva            | Nicole Rajicova             |                             |

### Coppie[3]
| Evento                                    | Oro                                    | Argento                              | Bronzo                             |                                 |
| U.S. International Figure Skating Classic | Alexa Scimeca / Chris Knierim          | Jessica Calalang / Zack Sidhu        | Madeline Aaron / Max Settlage      |                                 |
| Lombardia Trophy                          | Haven Denney / Brandon Frazier         | Bianca Manacorda / Niccolo Macii     | Vera Bazarova / Andrei Deputat     |                                 |
| Nebelhorn Trophy                          | Juko Kavaguti / Aleksandr Smirnov      | Evgenija Tarasova / Vladimir Morozov | Alexa Scimeca / Chris Knierim      |                                 |
| Ondrej Nepela Trophy                      | Le coppie non hanno partecipato        | Le coppie non hanno partecipato      | Le coppie non hanno partecipato    | Le coppie non hanno partecipato |
| Finlandia Trophy                          | Le coppie non hanno partecipato        | Le coppie non hanno partecipato      | Le coppie non hanno partecipato    | Le coppie non hanno partecipato |
| Autumn Classic International              | Meagan Duhamel / Eric Radford          | Haven Denney / Brandon Frazier       | Jessica Calalang / Zack Sidhu      |                                 |
| Volvo Open Cup                            | Kristina Astachova / Aleksej Rogonov   | Marija Vigalova / Egor Zakroev       | Marija Paljakova / Nikita Bočkov   |                                 |
| Triglav Trophy                            | L'evento è stato cancellato            | L'evento è stato cancellato          | L'evento è stato cancellato        | L'evento è stato cancellato     |
| Ice Challenge                             | Lina Fëdorova / Maksim Miroškin        | Miriam Ziegler / Severin Kiefer      | Mari Vartmann / Aaron Van Cleave   |                                 |
| Warsaw Cup                                | Ljubov' Iljušečkina / Dylan Moscovitch | Lina Fëdorova / Maksim Miroškin      | Valentina Marchei / Ondřej Hotárek |                                 |
| Golden Spin of Zagreb                     | Kristina Astachova / Aleksej Rogonov   | Valentina Marchei / Ondřej Hotárek   | Tarah Kayne / Daniel O Shea        |                                 |

### Danza sul ghiaccio[4]
| Evento                                    | Oro                                      | Argento                                      | Bronzo                                       |                                          |
| U.S. International Figure Skating Classic | Alexandra Aldridge / Daniel Eaton        | Nicole Orford / Thomas Williams              | Anastasia Cannuscio / Colin Mcmanus          |                                          |
| Lombardia Trophy                          | Le coppie di danza non hanno partecipato | Le coppie di danza non hanno partecipato     | Le coppie di danza non hanno partecipato     | Le coppie di danza non hanno partecipato |
| Nebelhorn Trophy                          | Kaitlyn Weaver / Andrew Poje             | Madison Chock / Evan Bates                   | Nelli Zhiganshina / Alexander Gazsi          |                                          |
| Ondrej Nepela Trophy                      | Maia Shibutani / Alex Shibutani          | Charlène Guignard / Marco Fabbri             | Federica Testa / Lukas Csolley               |                                          |
| Finlandia Trophy                          | Aleksandra Stepanova / Ivan Bukin        | Nelli Zhiganshina / Alexander Gazsi          | Anastasia Cannuscio / Colin Mcmanus          |                                          |
| Autumn Classic International              | Gabriella Papadakis / Guillaime Cizeron  | Piper Gilles / Paul Poirier                  | Laurence Fournier Beaudry / Nikolaj Sorensen |                                          |
| Volvo Open Cup                            | Federica Testa / Lukas Csolley           | Viktoria Kavaliova / Yurii Bieliaiev         | Rebeka Kim / Kirill Minov                    |                                          |
| Triglav Trophy                            | L'evento è stato cancellato              | L'evento è stato cancellato                  | L'evento è stato cancellato                  | L'evento è stato cancellato              |
| Ice Challenge                             | Maia Shibutani / Alex Shibutani          | Laurence Fournier Beaudry / Nikolaj Sørensen | Barbora Silna / Juri Kurakin                 |                                          |
| Warsaw Cup                                | Federica Testa / Lukas Csolley           | Oleksandra Nazarova / Maksym Nikitin         | Shiyue WANG / Xinyu LIU                      |                                          |
| Golden Spin of Zagreb                     | Madison Hubbell / Zachary Donohue        | Charlène Guignard / Marco Fabbri             | Sara Hurtado / Adria Diaz                    |                                          |

## Vincitori
Non è prevista una classifica in base al piazzamento ottenuto in ogni singola tappa. In ciascuna specialità, la vittoria finale va all'atleta/coppia che ha ottenuto il punteggio più alto sommando i risultati complessivi (total score) delle due migliori gare. Con “total score” si intende la somma del punteggi ottenuti nel programma corto (short-dance) e nel programma libero nel corso della stessa gara.

### Singolo maschile
| Posizione | Nome              | Nazionalità | Punteggio 1 | Punteggio 2 | Punteggio totale |
| --------- | ----------------- | ----------- | ----------- | ----------- | ---------------- |
| 1         | Michal Březina    | Rep. Ceca   | 239.62      | 228.48      | 468.10           |
| 2         | Aleksandr Petrov  | Russia      | 231.53      | 218.78      | 450.31           |
| 3         | Konstantin Menšov | Russia      | 229.51      | 211.03      | 440.54           |
| 4         | Ross Miner        | Stati Uniti | 227.26      | 209.78      | 437.04           |
| 5         | Sergej Voronov    | Russia      | 221.11      | 210.05      | 431.16           |

### Singolo femminile
| Posizione | Nome                  | Nazionalità | Punteggio 1 | Punteggio 2 | Punteggio totale |
| --------- | --------------------- | ----------- | ----------- | ----------- | ---------------- |
| 1         | Elizaveta Tuktamyševa | Russia      | 196.66      | 193.31      | 389.97           |
| 2         | Alëna Leonova         | Russia      | 186.71      | 148.29      | 335.00           |
| 3         | Hannah Miller         | Stati Uniti | 170.26      | 156.39      | 326.65           |
| 4         | Angela Wang           | Stati Uniti | 163.68      | 160.25      | 323.93           |
| 5         | Marija Artem'eva      | Russia      | 166.48      | 140.38      | 306.86           |

### Coppie
| Posizione | Nome                               | Nazionalità | Punteggio 1 | Punteggio 2 | Punteggio totale |
| --------- | ---------------------------------- | ----------- | ----------- | ----------- | ---------------- |
| 1         | Alexa Scimeca / Chris Knierim      | Stati Uniti | 166.10      | 163.24      | 329.34           |
| 2         | Haven Denney / Brandon Frazier     | Stati Uniti | 167.28      | 157.80      | 325.08           |
| 3         | Jessica Calalang / Zack Sidhu      | Stati Uniti | 156.46      | 156.18      | 312.64           |
| 4         | Vanessa Grenier / Maxime Deschamps | Canada      | 157.06      | 145.00      | 302.06           |
| 5         | Madeline Aaron / Max Settlage      | Stati Uniti | 143.85      | 138.52      | 282.37           |

### Danza sul ghiaccio
| Posizione | Nome                             | Nazionalità | Punteggio 1 | Punteggio 2 | Punteggio totale |
| --------- | -------------------------------- | ----------- | ----------- | ----------- | ---------------- |
| 1         | Maia Shibutani / Alex Shibutani  | Stati Uniti |             |             |                  |
| 2         | Charlène Guignard / Marco Fabbri | Italia      |             |             |                  |
| 3         |                                  | Germania    |             |             |                  |
| 4         |                                  | Ucraina     |             |             |                  |
| 5         |                                  | Slovacchia  |             |             |                  |